# Heinkel He 112
Heinkel He 112 là một loại máy bay tiêm kích động cơ cánh quạt được thiết kế bởi Walter và Siegfried Günter. Nó là một trong bốn máy bay được thiết kế để cạnh tranh giành bản hợp đồng tiêm kích năm 1933 cho Luftwaffe (Không quân Đức), cuối cùng mẫu chiến thắng là Messerschmitt Bf 109. Một số lượng nhỏ đã được Luftwaffe dùng trong một thời gian ngắn, ngoài ra nó còn được trang bị cho không quân một số quốc gia đồng minh khác của Đức Quốc xã.

## Tính năng kỹ chiến thuật (He 112 A-0 V4)

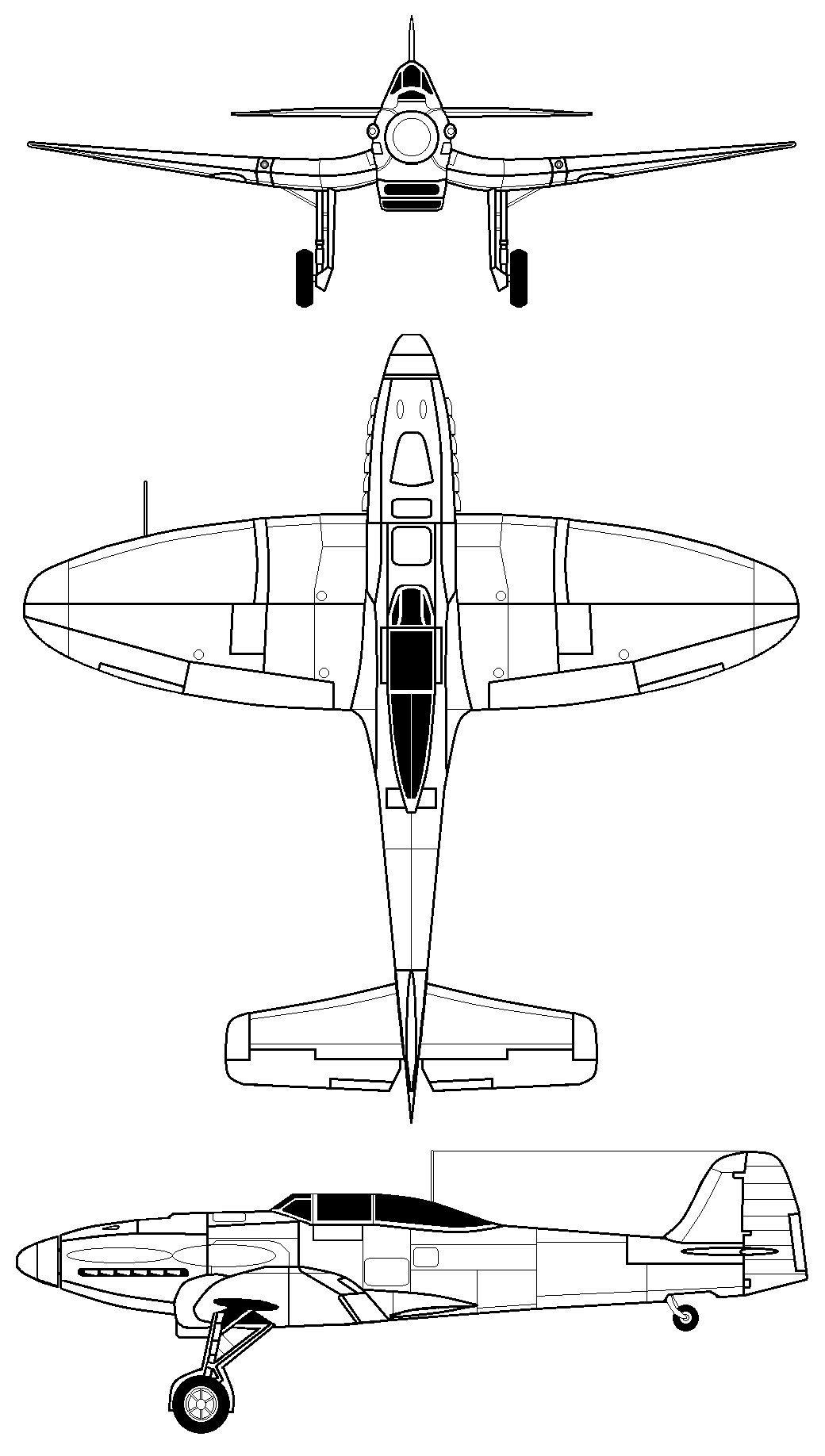
He 112

### Đặc điểm riêng
- Tổ lái: 1
- Chiều dài: 9,0 m (29 ft 5⅜ in)
- Sải cánh: 11,5 m (37 ft 8¾ in)
- Chiều cao: 3,7 m (12 ft 1⅝ in)
- Diện tích cánh: 23,2 m² (250,.5 ft²)
- Trọng lượng rỗng: 1.680 kg (3.704 lb)
- Động cơ: 1 × Junkers Jumo 210Da, 507 kW (680 hp)

### Hiệu suất bay
- Vận tốc cực đại: 488 km/h (303 mph)
- Tầm bay: 1.100 km (684 mi)
- Trần bay: 8.000 m (26.245 ft)
- Lực nâng của cánh: 102,5 kg/m

### Vũ khí
- 3 khẩu súng máy MG 17 7,92 mm (.312 in)

## Tính năng kỹ chiến thuật (He 112 B-2)

### Đặc điểm riêng
- Tổ lái: 1
- Chiều dài: 9,22 m (30 ft 11 7/8 in)
- Sải cánh: 9,09 m (29 ft 9¾ in)
- Chiều cao: 3,82 m (12 ft 6¾ in)
- Diện tích cánh: 17 m² (183 ft²)
- Trọng lượng rỗng: 1.617 kg (3.565 lb)
- Trọng lượng cất cánh tối đa: 2.248 kg (4.957 lb)
- Động cơ: 1 × Junkers Jumo 210Ga, 522 kW (700 hp)

### Hiệu suất bay
- Vận tốc cực đại: 510 km/h (317 mph)
- Tầm bay: 1150 km (715 mi)
- Trần bay: 9.500 m (31.200 ft)
- Lực nâng của cánh: 132 kg/m² (27,1 lb/ft²)

### Vũ khí
- 2 khẩu súng máy MG 17 7,92 mm (.312 in)
- 2 khẩu pháo MG FF 20 mm